# Ferdinand Maximilian I. zu Ysenburg-Büdingen in Wächtersbach
 Ferdinand Maximilian I. zu Ysenburg-Büdingen in Wächtersbach (* 26. Dezember 1661 in Büdingen; † 14. März 1703 in Wächtersbach) war erster Graf der Wächtersbacher Linie der Ysenburger. Er machte 1687 Wächtersbach zu seiner Residenz und siedelte 1698 protestantische Glaubensflüchtlinge (Waldenser) in seiner Grafschaft an.

## Herkunft
Graf Ferdinand Maximilian I. zu Ysenburg-Büdingen in Wächtersbach war das neunte von 12 Kindern bzw. der zweite von vier erbberechtigten überlebenden Söhnen des Grafen Johann Ernst I. von Isenburg-Büdingen (1625–1673) aus dessen Ehe, mit Gräfin Maria Charlotte zu Erbach (1631–1693).

## Leben und Wirken
Ferdinand Maximilian wurde zusammen mit seinem ein Jahr älteren Bruder Johann Casimir (1660–1693) erzogen. Als Ferdinand Maximilian 15 Jahre alt war, schickte man ihn, zusammen mit Johann Casimir aufs Pädagogium und die Universität Marburg. Dort blieben die beiden bis Ostern 1678. Zwei Jahre später begaben sie sich auf eine längere Grand Tour durch die Schweiz und Basel über Frankreich, Genf und Paris. In Angers nahmen sie für längere Zeit Aufenthalt und studierten an der dortigen Akademie. Im Jahr 1682 trat Ferdinand Maximilian in niederländische Militärdienste, die er 1685 abbrach, um in seiner Heimat die Mitregierung anzutreten.
Beim Tod von Ferdinand Maximilians Vater Johann Ernst I. am 8. Oktober 1673 hatte noch keiner seiner erbberechtigten Söhne das Mündigkeitsalter erreicht. Ferdinands Mutter Marie Charlotte übernahm zunächst die Vormundschaft. 1687 kam es unter den gleichberechtigten vier Brüdern zu einer Aufteilung der Büdinger Stammlinie in vier, fast gleich große Teile. Dadurch wurde, in letzter Konsequenz, die Grafschaft in zwei Hauptlinien, die Büdinger und die Birsteiner vollzogen. Der ältere Bruder Johann Casimir begründete die Hauptlinie zu Büdingen.
Ferdinand Maximilian erbte Stadt und Schloss Wächtersbach mit den Dörfern Hesseldorf und Weilers, das Gericht Spielberg sowie den Mainzoll bei Hofstetten und wurde so zum Begründer der bis heute fortlebenden Wächtersbacher Linie. Das durch den Dreißigjährigen Krieg stark mitgenommene und in der Bausubstanz veraltete Wächtersbacher Schloss, war bereits durch Johann Ernst in einen gut bewohnbaren Zustand überführt und ausgebaut worden. Ferdinand Maximilian I. erweiterte es um einen Reitstall und einen „Lustgarten“ mit einem Brunnen. Damit erhielt es den Charakter einer ständigen Residenz. Den Hofstetter Mainzoll verkaufte er 1691 für 40,000 Gulden an den Kurfürsten von Mainz, Anselm Franz von Ingelheim, und dessen Familie. Bei Aussterben der Familie Ingelheim sollte der Zoll zurück an die Ysenburger fallen.
Ferdinand Maximilian lud 1698, durch Vermittlung des Diplomaten Pieter Valckenier, piemontesische Glaubensflüchtlinge (Waldenser) in seine Grafschaft ein. 198 Personen, die seinem Ruf folgten, siedelte er auf der Spielberger Platte an. Dieser Teil des Büdinger Waldes war schon vor längerer Zeit gerodet worden. Ferdinand Maximilian stattete die Siedler zum Start mit einigen Privilegien aus. Damit wurde er zum Gründer des Dorfes Waldensberg, das nach den waldensischen Siedlern benannt wurde. Ebenfalls vermittelt durch Valckenier stellte Ferdinand Maximilian im Jahr 1700 eine Infanteriekompanie für die Armee der Vereinigten Niederlande auf, die im Spanischen Erbfolgekrieg kämpfte, bis sie 1707 in der Schlacht bei Almansa gegen Spanier und Franzosen aufgerieben wurde.
Eine besondere Rolle spielten Juden zurzeit von Ferdinand Maximilian I. im Ysenburger Land. Es waren Händler, Geldverleiher und Vermittler für allerlei Geschäfte. Der Ausbau der kleinen Stadt Wächtersbach zum Zentrum einer selbständigen Grafschaft erforderte eine entsprechende, standesgemäße Ausstattung mit der notwendigen Infrastruktur: Beamtenschaft, Schulen, Kirchen, Ausstattungsgegenständen usw. In dieser Situation bediente sich der Graf, wegen seiner notorischen Geldknappheit, jüdischer Geldgeber. Einer von ihnen war z. B. Meyer zur weißen Rose aus dem Frankfurter Ghetto, den er als seinen Hofjuden bezeichnete. Dabei war Meyer zur weißen Rose auch Finanzier anderer adliger Höfe, wie etwa nachweislich des Landgrafen Ernst Ludwig, der 1688 bei ihm mit 1000 Gulden in der Kreide stand.
Vor Ort, in Wächtersbach, sorgte Ferdinand Maximilian I. für die Ansiedlung einer ausreichenden Zahl von jüdischen Gemeindemitgliedern, damit sie selbständig Gottesdienste abhalten konnten, einen Vorsänger und Lehrer bestellen und schächten durften. Von ihnen erhielt er das Schutzgeld und sie besorgten für ihn die Einnahme der „von Einreisenden oder durchziehenden jüdischen Händlern zu entrichtenden Zollgebühren“
Ferdinand Maximilian I. starb am 14. März 1703 in Wächtersbach.

## Familie
Ferdinand Maximilian I. heiratete am 1. Juli 1685 Gräfin Albertine Marie zu Sayn-Wittgenstein-Berleburg (1663–1711), eine Tochter des Grafen Georg Wilhelm zu Sayn-Wittgenstein-Berleburg (1636–1684) und Amelie Marguerite de La Place Gräfin von Machaut (1635–1669), Gräfin de La Place. Mit ihr hatte er 14 Kinder:
- Wilhelmina Ernestina (* 8. Juli 1686; † 1. September 1786)
- Marie Charlotte (* 13. Juli 1687; † 12. August 1716), ⚭ 1711 mit Casimir zu Sayn-Wittgenstein-Berleburg (1687–1741)
- Friedrich Wilhelm (* 5. Juli 1688; † 15. Oktober 1688)
- Emilie Albertine (* 13. Dezember 1689; † 29. Mai 1758), starb unverheiratet
- Ferdinand (* 27. Januar 1691; † 29. März 1691)
- Ferdinand Maximilian II. (* 12. Januar 1692; † 21. April 1755)[7]
- Christina Luisa (* 4. Januar 1693; † 21. März 1693)
- Friedrich Magnus (* 5. August 1694; † 2. November 1794)
- Georg August (* 29. November 1695; † 3. März 1696)
- Tochter (*/† 10. Dezember 1696)
- Amalia Albertina (* 4. April 1699; † 3. Juli 1699)
- Wilhelm (* 3. Mai 1700; † 17. Februar 1747), ⚭ 1730 mit Johanna Polyxena von Leiningen-Hartenburg (1709–1750), erhielt die Ronneburg als Paragium, starb kinderlos
- Gustav Adolf (*/† 1702)
- Johann Ernst (*/† 1702)